# Súng máy hạng trung

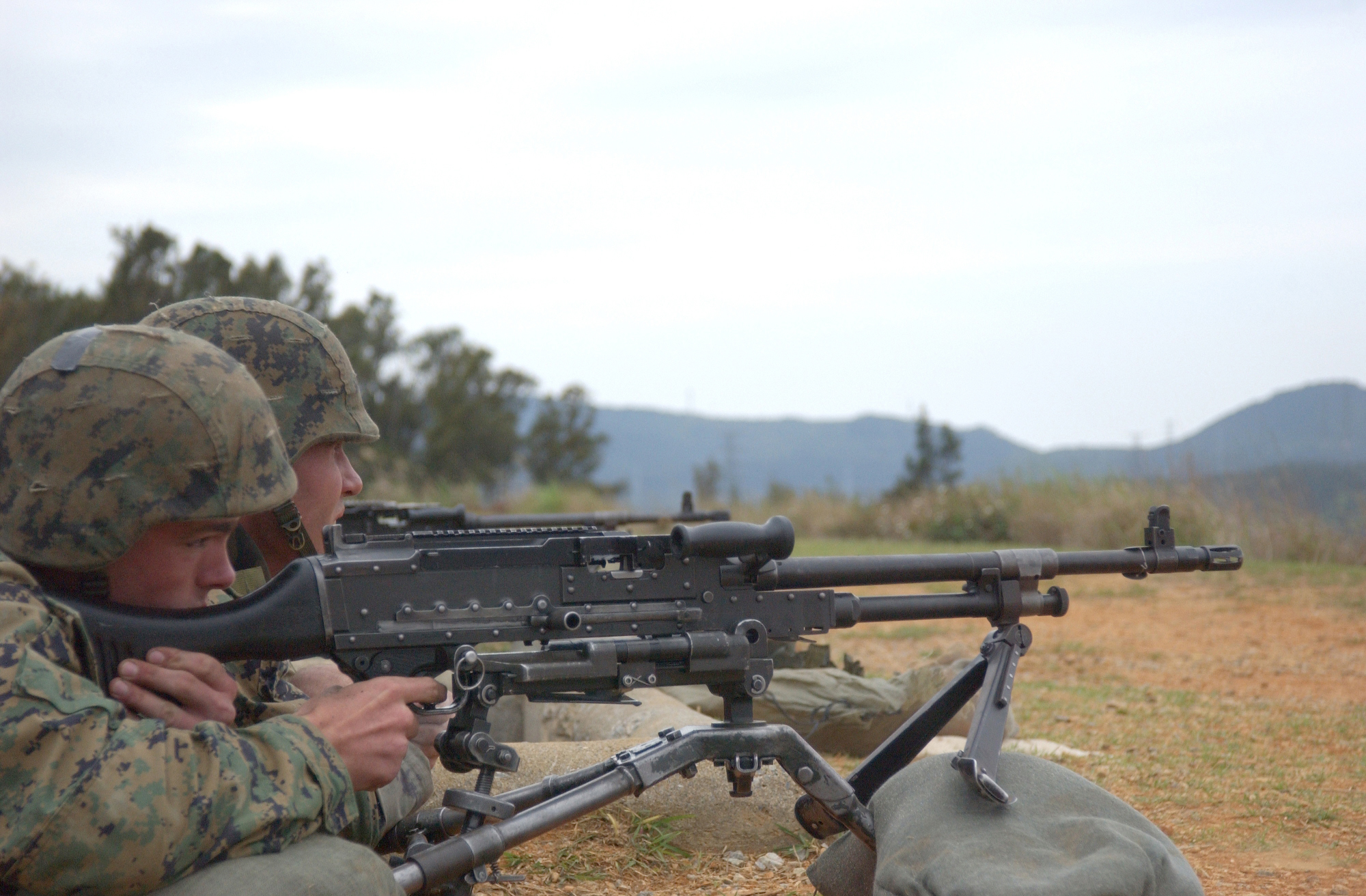
Lính thủy đánh bộ đang bắn M240G tại trại Hansen, ở Okinawa

Súng máy hạng nặng (thuật ngữ tiếng Anh: heavy machine gun - HMG) hay súng đại liên là thuật ngữ hiện đại thường dùng để chỉ các loại súng sử dụng dây đạn để nạp đạn, bắn tự động liên thanh liên tiếp cũng như sử dụng các loại đạn súng trường mạnh.

## Lịch sử
Vào cuối những năm 1800 súng Gatling và các loại súng có cơ chế hoạt động bằng máy móc như Nordenfelt đã được yêu cầu chế tạo có thể sử dụng nhiều kích thước của nhiều loại đạn khác nhau như loại nửa inch hay một inch. Việc chúng có nhiều nòng cho phép giảm thiểu tối đa việc bị quá nóng, và khi đó chúng trở nên khá nặng nên đôi khi còn gọi là súng máy hạng nặng.
Khi Hiram Maxim thiết kế khẩu súng máy sử dụng kiểu nạp đạn bằng phản lực bắn chỉ có một nòng của mình thì mẫu đầu tiên được thiết kế có trọng lượng 26 pound (11,8 kg) và bắn loại đạn súng trường.45-inch từ nòng dài 24 inch. Và trong bức ảnh nổi tiếng của Maxim, loại súng này đã được giảm trọng lượng xuống còn 15 pound (6,8 kg) có thể mang bởi một tay cùng với bệ chống ba chân của nó. Nó khá giống với các mẫu súng máy hạng trung ngày nay (tính đến 2005), nhưng nó không thể bắn liên tiếp trong thời gian dài. Vì thế ông đã tạo ra một hệ thống làm mát bằng nước bọc ngoài để nó có thể hoạt động trong thời gian dài mà không bị quá nóng. Điều này làm tăng trọng lượng của súng lên đáng kể như bù lại nó có thể sử dụng các loại đạn mạnh hơn. Việc gắn thêm hệ thống làm mát bằng nước khá nặng khiến cho nó trở thành súng máy hạng nặng cổ điển. Tuy nhiên việc sử dụng hệ thống nạp đạn bằng phản lực bắn tự động vốn nhẹ hơn nhiều so với hệ thống nhiều nòng vẫn không bị thay thế trong các thiết kế của súng máy hiện đại ngày nay. Tuy nhiên hệ thống này đã bị thay thế trong các loại súng như súng ngắn Borchardt C-93, súng trường tấn công Cei-Rigotti cũng như súng máy Madsen 1902 vốn sử dụng hệ thống nạp đạn tự động bằng cách trích khí cũng như hệ thống làm mát bằng không khí nhẹ hơn nhiều.

### Các mẫu súng máy nhẹ, trung, nặng đầu những năm 1900
Có rất nhiều mẩu thiết kế mới được phát triển, một số được trang bị hệ thống nạp đạn bằng phản lực bắn, hệ thống trích khí hoặc kết hợp cả hai (như M1895 Colt-Browning, Hotchkiss...). Cũng như thay vì hệ thống làm mát bằng nước bọc ngoài nặng nề thì chúng sử dụng các hình thức làm mát khác nhau như, gắn nòng thay thay thế, các răng kim loại, trét thêm kem tản nhiệt, hoặc kết hợp tất cả chúng.
Các loại súng máy sau đó được tách ra thành các loại hạng nhẹ và hạng nặng tùy theo thiết kế. Hệ thống làm mát bằng nước của súng Maxim và chất lỏng trong nó được trang bị cho hầu hết các loại súng máy (như MG 08 và súng máy Vickers, cũng như súng máy Browning Model 1917 của Hoa Kỳ). Lấy loại súng Vickers.303 inch (7,7 mm) ra làm ví dụ, một mình nó nặng 33 lb (15 kg) nếu gắn thêm bệ chống ba chân trọng lượng sẽ tăng lên 50 lb (22,7 kg). Một số thiết kế khác có thể nặng hơn đôi khi theo đúng nghĩa là có thể bắn từ sáng đến tối (việc cần thiết để có thể bắn hạ hàng ngàn lính đang tiến đến). Các súng máy hạng nặng có gắn với bệ chống ba chân và đòi hỏi phải có hệ thống làm mát bằng nước (chất lỏng), cũng như được sử dụng bởi những binh lính được đào tạo kỹ lưỡng và được trang bị đầy đủ để có thể bắn nhiều giờ liền cho đến khi trận đánh kết thúc. Việc chọn địa điểm cũng rất quan trọng vì nếu đặt đúng vị trí chiến lược nó có thể chặn cả một đạo quân trước khi họ có thể tiến đến vị trí chiến đấu.
Các súng máy được sử dụng lần đầu tiên trong Chiến tranh thế giới thứ nhất đã tạo ra được dấu ấn riêng trong việc bảo vệ một khu vực rộng lớn. Ngoài các thiết kế của súng máy hạng nặng còn các thiết kế của các súng máy hạng nhẹ. Trong cùng khoảng thời gian đó hệ thống làm mát bằng nước đã được phát triển nó khiến cho những khẩu súng nặng hơn 30 lb (15 kg) trở nên nhẹ và cơ động hơn. Trong Chiến tranh thế giới thứ nhất chúng cũng quan trọng như các súng máy hạng nặng, và đã được trang bị cho các nhóm - đội lính đang hành quân, trên máy bay, trên nhiều phương tiên di chuyển khác nhau (xe tăng là một ví dụ). Chính việc đó đã tạo ra thêm dòng súng máy hạng trung. Súng máy hạng trung đòi hỏi ít hay nhiều hơn những hệ thống làm mát phức tạp nhưng lại nhẹ hơn nhiều và có sức chiến đấu gần tương đương súng máy hạng nặng.
Các súng máy hạng nhẹ được giới thiệu là nhẹ và có thể bắn liên thanh liên tiếp. Chúng vẫn bắn các loại đạn súng trường nhưng có nòng súng nhẹ và không có hệ thống làm mát cũng như được gắn với chân chống (chữ V) không phải bệ chống ba chân. Các súng máy hạng nhẹ không được thiết kế để bắn suốt thời gian. Mẫu nhẹ nhất được thiết kế không thể duy trì việc bắn lâu, và vì chúng không có hệ thống làm mát nên chỉ được gắn những băng đạn có số lương nhỏ nhưng vẫn lớn hơn số lượng của súng trường tấn công. Với các mẫu súng máy được gắn trên chân chống như Chauchat hay Madsen 1902 có độ cơ động rất cao nhưng chỉ có thể bắn từng viên hay bắn liên thanh. Chúng được sử dụng cho bộ binh tấn công rất hiệu quả nhưng lại không có tác dụng mấy nếu gắn trên các phương tiện di chuyển.
Các súng máy hạng trung được thiết kế cho độ cơ động cao, đôi khi có thể được gắn chân chống như các súng máy hạng nhẹ đôi khi được gắn với bệ chống ba chân hay những thứ nặng hơn nữa. Loại súng Hotchkiss Mark I (hay còn gọi là Benet-Mercie M1909) chỉ nặng 27,6 lb (12,2 kg) được biết bến là có thể sử dụng bệ chống ba chân loại nhỏ và có băng đạn 30 viên để gắn trên các phương tiện di chuyển nhưng cũng có thể gắn dây đạn vào chúng. Không được nhầm chúng với các mẫu Hotchkiss khác nặng hơn (như mẫu M1914), các thiết kế của chúng được chứng minh là rất hữu dụng ngay cả sau Chiến tranh thế giới thứ hai chúng vẫn được dùng cho một số mục đích khác nhau. Thiết kế của no được làm nền cho các mẫu súng máy hạng nhẹ và hạng trung tốt hơn. Chúng cũng chia sẻ những đặc điểm chung là: có thể bắn các loại đạn súng trường mạnh như loại 8 mm Mauser hay.30-06 Springfield.
Khẩu Lewis có trọng lượng 27 lb (12,3 kg) thường dùng băng đạn tròn 47 viên nó thường được dùng bởi những nhóm lính hoặc gắn trên phương tiện di chuyển và cả máy bay, hoặc được đặc trên bệ chống ba chân (đôi khi dùng để phòng không hay thay cho súng máy hạng nặng). Thứ khiến nó trở nên hữu dụng như thế là do nó khá nhẹ tuy nhiên lại có sức mạnh gần tương đương các súng máy hạng nặng cũng như nó có thể bắn gần như một súng máy được làm mát bằng hệ thống làm mát bằng nước lớn. Các loại súng máy đa chức năng được chú ý phát triển sau này sau này chúng được đặt những cái tên như súng máy toàn cục, súng máy đa chức năng và cuối cùng sẽ thay thế các thiết kế làm mát bằng chất lỏng. Một số các thiết kế sau này cho phép sử dụng các nòng thay thế một cách rất nhanh như một cách làm mát cũng như giảm trọng lượng của chúng hơn nữa (nhưng lại tăng trọng lượng mà người lính phải mang phải mang thêm các nòng dự phòng). Một số mẫu thiết kế đẩu như khẩu Vickers có nòng thay thế được tuy nhiên sau này loại này đã bị thay bằng loại có nòng gắn cứng vào thân. Vào những năm trong thập niên 1920 và 1930 các loại có nòng thay thế được như một cách làm mát trở nên bắt đầu được biết đến nhiều hơn (như ZB 1930 sau này là MG-34 và khẩu Bren).

### Giữa những năm 1900
Các hệ thống làm mát bằng chất lỏng tiếp tục được sử dụng cho đến hết Chiến tranh thế giới thứ hai cho đến những năm 1960 thì dần dần được thay thế bởi các thiết kế sử dụng hệ thống làm mát bằng không khí nặng. Súng máy hạng trung khi này được dùng như hạng nặng nếu được gắn với bệ chống ba chân hay hạng nhẹ nếu được gắn với chân chống. Đây được xem là khả thi nhật vì súng máy hạng nặng không thể phát huy được hiệu quả khi bị gắn trên các phương tiên vận chuyển khi đang ở trong lòng chiến sự, và bộ phận làm mát bằng không khí nhẹ hơn vẫn gần như bắt kịp với hệ thống làm mát bằng chất lỏng và một số mẫu kết hợp cả hai khiến cho vũ khí trở nên nhẹ hơn. Kết quả là các súng mày hạng trung trở nên được sử dụng rộng rãi không những trong bộ binh mà còn trên xe tăng, máy bay và các bệ chống ba chân.
Việc thực nghiệm súng máy hạng trung vẫn được tiếp tục trong những năm 1930. Pháp đã tạo ra mẫu súng máy Châtellerault M1924 (FM 24/29) với băng đạn 150 viên và có bộ phận làm mát bằng chất lỏng. Đức thì có yêu cầu tạo ra một mẫu súng máy mới với cách gọi là Einheitsmaschinengewehr (súng máy tiêu chuẩn), mà kết quả là đã tạo ra một loại súng máy mới Universelle Maschinengewehr (súng máy toàn cục) đó không chỉ là một khẩu súng máy hạng trung mà còn có thể sử dụng với rất nhiều cách khác nhau dù gì thì tên của nó cũng có ý nghĩa như thế. Nó giống như súng máy hạng trung cũ nhưng được làm ra với mục đích thay thế các loại súng máy hạng nhẹ và súng máy hạng nặng với việc sử dụng cùng loại đạn, dù vậy Đức vẫn sử dụng một lượng lớn các loại súng máy cả nhẹ và nặng nhưng ở mức hạn chế. Việc sử dụng súng máy hạng trung cho nhiều mục đích chiến đấu nên sau này được gọi là súng máy đa chức năng vào những năm 1950. Trên thực tế việc thực nghiệm các loại súng máy có khả năng tác chiến cho nhiều mục đích khác nhau đã có trong thế chiến thứ nhất dù gì thì tên gọi của chúng khác nhau ở từng quốc gia. Xu hướng thay thế nhiều mẫu súng máy hạng trung sẽ là một cú hích cho việc loại bỏ hệ thống làm mát bằng chất lỏng vốn nặng nề nhưng sẽ là một thiệt hại nặng cho việc dùng các vũ khí sử dụng các loại đạn nhỏ của bộ binh.

### Cuối những năm 1900
Nước Bỉ đã có khái niệm Mitrailleuse d'Appui General hay súng máy đa chức năng nó trở nên thông dụng trong việc gọi các loại súng máy hạng trung có thể sử dụng trong nhiều mục đích. Súng máy hạng trung bắn đạn súng trường mạnh nhưng có cách để có thể bắn được lâu hơn và nhiều hơn để cho nhiều mục đích sử dụng khác nhau. Điều này thường bao gồm việc chúng có khả năng gắn trên chân chống và bệ chống ba chân cũng như có thể thay nòng một cách nhanh chóng. Việc này khiến cho các loại súng có hệ thống làm mát bằng chất lỏng sử dụng cùng loại đạn trở nên không còn hữu dụng trong các tình huống mà chúng phát huy hiệu quả tối đa (bắn liên thanh liên tiếp không nghỉ) và không còn cần thiết trên chiến trường hiện đại. Đó cũng là việc các trường hợp số lượng lớn bộ binh tràn lên tấn công thường ít khi xảy ra, chúng được thay thế bằng chiếc xe thiết giáp nhẹ vốn không phải là mục tiêu của các súng máy hạng trung cũ mà trở thành mục tiêu chính cho các lính mang tên lửa chống tăng. Các loại súng máy hạng trung mới không có khả năng bắn lâu như những loại súng máy hạng trung cũ tuy nhiên việc đó không còn cần thiết nữa. Hầu hết những loại súng hạng trung thường có thể thay nòng một cách nhanh chóng mỗi khi bị quá nóng sau khi bắn 200 viên đạn vì thế các nòng thay thế nhanh là cần thiết (như khẩu Bren). Chúng chỉ có thể tiếp tục bắn khi vẫn còn có nòng thay thế. Tuy nhiên các nòng này thường nặng và đắc tiền vì thế chỉ có một số lượng giới hạn được trang bị. Lấy ví dụ với 2-3 nòng dự phòng chúng không thể bắn liên thanh liên tiếp mãi được vì các nòng được thay vào và ra các nòng không kịp nguội hẳn trước khi lại được gắn vào. Đây là điểm mấu chốt trường hợp phải bắn không nghỉ hiếm khi xảy ra và những vũ khí hay chiến lược khác có thể thay thế trong trường hợp khẩn cấp.

#### Súng máy hạng trung bắn đạn nhỏ
Trong những năm 1960 và 1970 người ta đã thấy sự xuất hiện của nhiều loại súng tự động sử dụng loại đạn súng trường nhỏ lơn loại đạn súng trường mạnh. Các vũ khí này gọi là nhóm các vũ khí tự động. Chúng đã giành ưu thế trên chiến trường so với các loại súng máy hạng trung và cả các loại súng máy hạng nhẹ sử dụng cùng loại đạn lúc bấy giờ. Tuy nhiên các loại súng máy hạng trung vẫn giành được ưu thế trong các mục đích sử dụng khác như được gắn trên xe cơ giới. Các quốc gia thường gắn nòng súng máy hạng trung bằng một loại nòng nhỏ hơn của súng máy hạng nhẹ.
Những loại súng này thường bắn loại đạn 7.62x39 (giống đạn AK-47) hoặc đạn 5.56x45 NATO tiêu chuẩn (giống đạn AR-15/M-16). Chúng rất nhẹ và được thiết kế để bắn lâu hơn súng trường của bộ binh với khả năng bắn hàng trăm viên. Chúng có trọng lượng như một khẩu súng máy hạng trung cũ rỗng nhưng lại có thể bắn với mật độ dày hơn với các loại đạn loại đạn nhỏ và nhẹ. Chúng được thiết kế nhỏ lại hay nặng hơn có nòng dài hơn các loại súng trường tấn công tiêu chuẩn. Lấy ví dụ như các khẩu FN Minimi, M249 hay RPK.

### Đầu thế kỷ 21

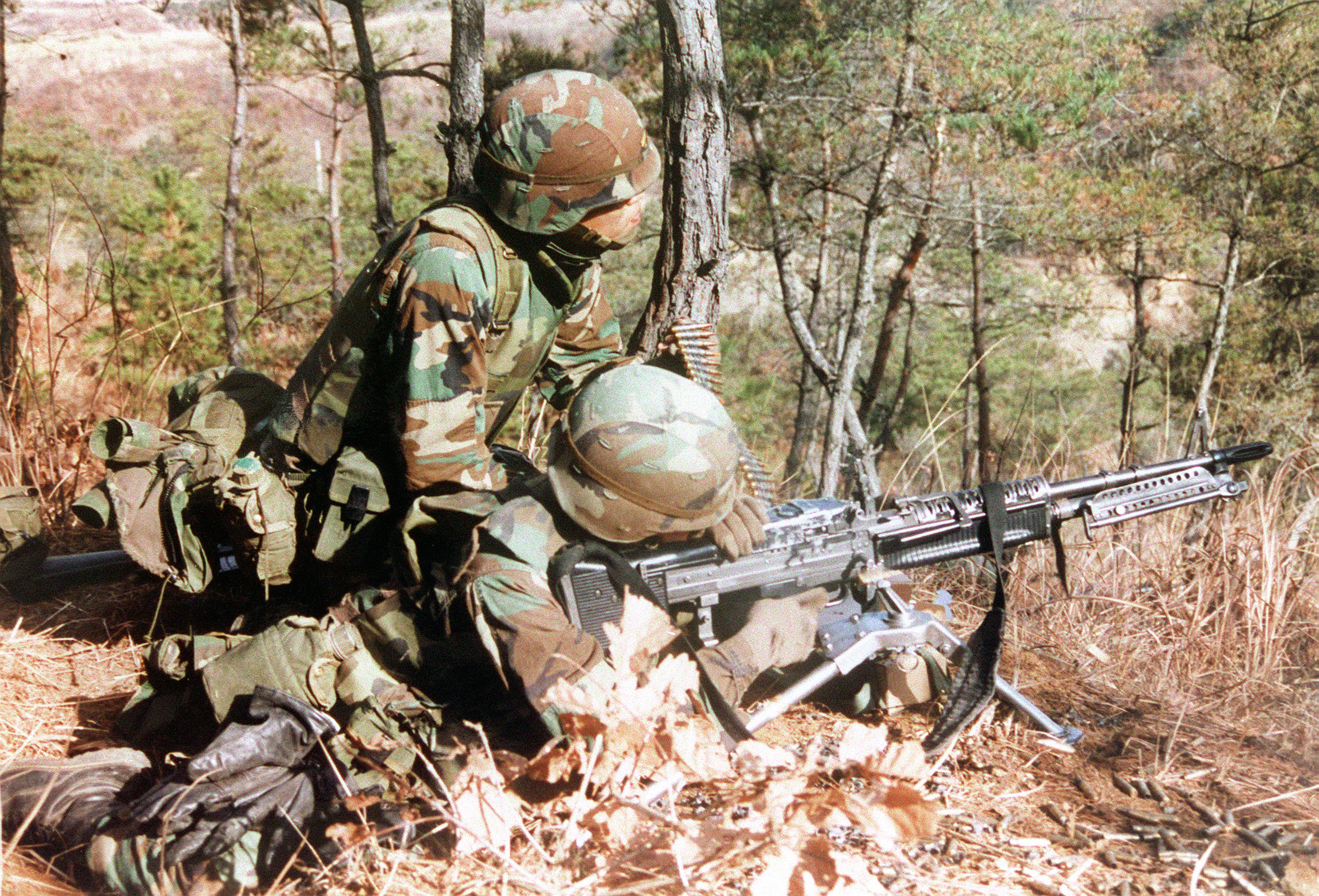
Binh lính Hoa Kỳ thực tập bắn đạn thật bằng khẩu M60.

Đây là thời kỳ mà các thiết kế của súng máy hạng trung nhằm vào sự phổ biến của các loại đạn súng trường mạnh cũng như tính hiệu quả của nó, nó được gọi tên thay thế là súng máy đa chức năng hay súng máy toàn cục.
Chúng chủ yếu có điểm chung là có thể thay thế các nòng súng nhanh chóng và có khả năng bắn trên chân chống, bệ chống ba chân hay các trục gắn cũng như có trọng lượng từ 20-30 pound. Các mẫu của phương Tây gần như luôn sử dụng loại đạn súng trường 7.62x51, các mẫu của phương Đông luôn sử dụng loại đạn súng trường 7.62x54R với nòng khá lớn.
Ví dụ như khẩu FN MAG (như M240) được sử dụng bởi lục quân và lính thủy đánh bộ của Hoa Kỳ nó luôn được gọi với tên là súng máy hạng trung M240. Ban đầu nó được gắn trên xe cơ giới những năm 1970 nhưng với độ tin cậy cao nó được sử dụng trong bộ binh nhiều hơn khẩu súng máy M60 với lại nó chỉ nặng hơn có vài pound. Chúng cùng có thể thay nòng nhanh chóng, bắn đước trên cả chân chống và bệ chống ba chân cũng như gần như có cùng trọng lượng và kích cỡ. M60 thường được coi là một súng máy hạng nhẹ hay súng máy đa chức năng.